# Radoslav Glavaš (stariji)
Radoslav Glavaš stariji (Drinovci, 28. studenoga 1867. – Humac, 20. srpnja 1913.), pisac, profesor bogoslovije i franjevac. Studirao teologiju u Perugi, Assisiju, Veneciji i Innsbrucku. U Hercegovini djelovao kao profesor dogmatike na bogosloviji u Mostaru, kasnije postao biskupov tajnik i kapitularni vikar mostarske biskupije. Surađivao je u mnogim časopisima pod raznim pseudonima, a njegov neobični stil pisanja uz veliku radnu energiju priskrbio mu je u to vrijeme znatan kulturni uticaj.

## Djela
- Spomenica pedesetgodišnjice hercegovačke franjevačke redodržave
- Život Isusa Krista
- Život i rad fra Rafe Barišića
- Biskup fra Paškal Buconjić
- Malo više istine
- Politika bh. franjevaca do 1878. godine